# Burmesarchaea grimaldii
Espèce
Synonymes
- Afrarchaea grimaldii Penney, 2003

Burmesarchaea grimaldii est une espèce éteinte d'araignées aranéomorphes de la famille des Archaeidae.

## Distribution
Cette espèce a été découverte dans de l'ambre de Birmanie. Elle date du Crétacé.

## Description
Le mâle holotype mesure 1,97 mm.

## Étymologie
Cette espèce est nommée en l'honneur de David Alan Grimaldi.

## Publication originale
- Penney, 2003 : Afrarchaea grimaldii, a new species of Archaeidae (Araneae) in Cretaceous Burmese amber. Journal of Arachnology, vol. 31, p. 122–130 (texte intégral) (en).